# Faro Podersdorf
El Faro Podersdorf (en alemán: Leuchtturm Podersdorf) es uno de los pocos faros en la República de Austria y uno de los faros más australes a través de los países de habla alemana. 
El faro se encuentra en el borde occidental y en el pequeño puerto de la ciudad mercante de Podersdorf (distrito de Neusiedl am See), específicamente en el Lago Neusiedl que esta el este de Burgenland.